# Celtis laevigata
Celtis laevigata, el almez del Mississippi o palo blanco es una especie de planta de flores perteneciente a la familia Cannabaceae. Nativa del sur de Norteamérica, principalmente en Texas.

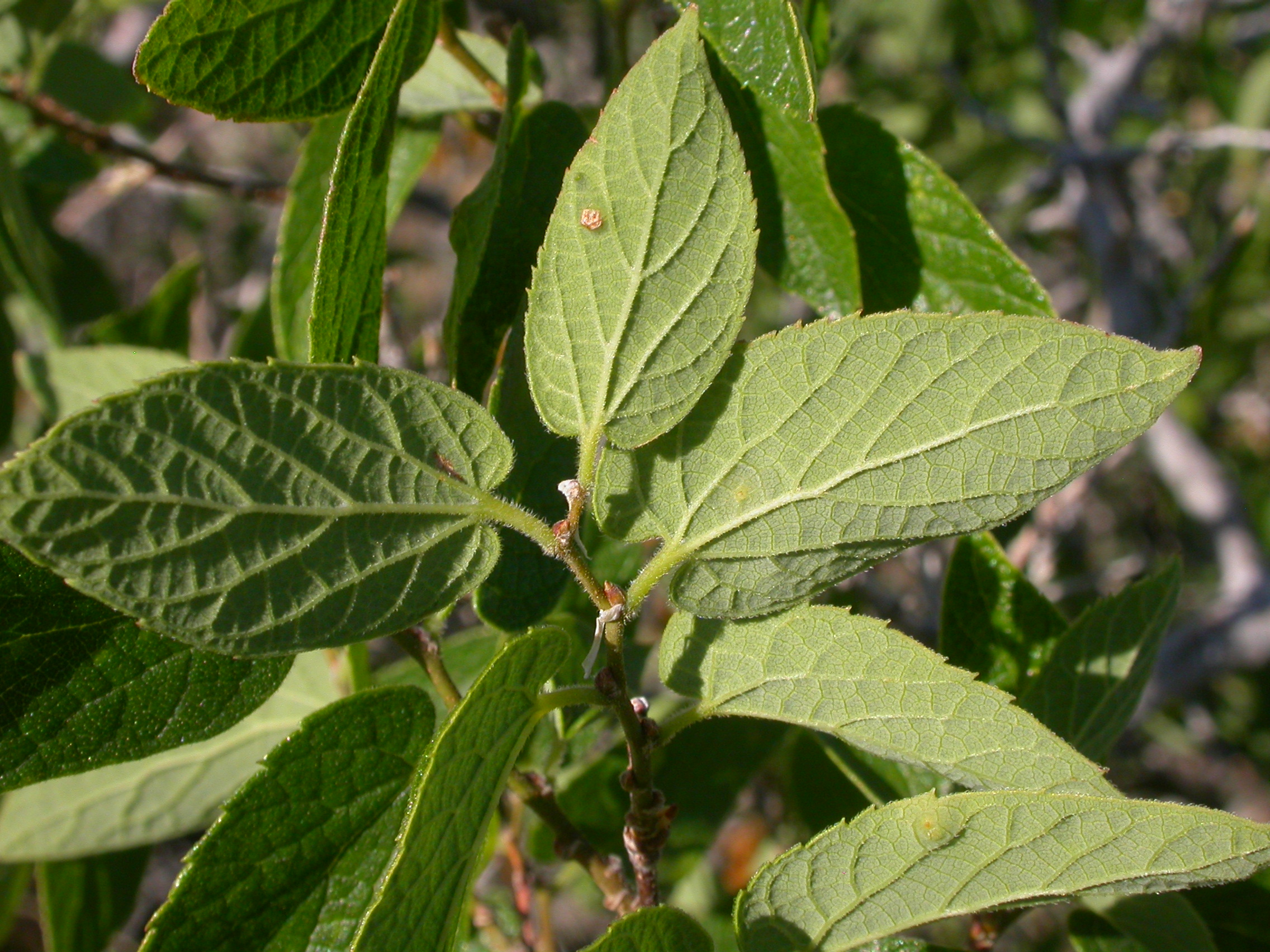
Detalle de las hojas

## Descripción
Son árboles de tamaño medio que fácilmente se confunde con (Celtis occidentalis) por sus semejanzas. Celtis laevigata tiene las hojas más estrechas y dentadas arriba. Las especies se distinguen también por su hábitat: ya que este crece en zonas de montaña y C. occidentalis lo hace principalmente en tierras bajas.

## Hábitat
Crece cerca de los arroyos y en suelos inundados. Sus frutos son el alimento de pájaros que dispersan sus semillas. Sus hojas son comidas por gran número de insectos como orugas.

## Propiedades
Sus hojas contienen sustancias químicas que inhibe la germinación de otras especies de plantas.

## Usos
Los frutos son comestibles y dulces, el sabor es similar al de los dátiles, pero el hueso es grande y está cubierto solo por una fina capa de carne.Se diferencia del almez americano común (Celtis occidentalis), entre otras cosas, en los frutos son más jugosos y dulces.
Los nativos americanos usaban este árbol como alimento, medicinas, herramientas y combustible. Las bayas eran consumidas por los nativos americanos; Los Houma usaban un concentrado hecho de la corteza para tratar los dolores de garganta y la decocción hacía de la corteza triturada las cáscaras para tratar las enfermedades venéreas; los Navajo hervían las hojas y las ramas para hacer un tinte marrón oscuro y rojo para la lana.

## Taxonomía
Celtis laevigata fue descrita por Carl Ludwig Willdenow y publicado en Enumeratio Plantarum Horti Botanici Berolinensis, ... suppl.: 68. 1814.
Etimología
Celtis: nombre genérico que deriva de céltis f. – lat. celt(h)is = en Plinio el Viejo, es el nombre que recibía en África el "lotus", que para algunos glosadores es el azufaifo (Ziziphus jujuba Mill., ramnáceas) y para otros el almez (Celtis australis L.)
laevigata: epíteto latino que significa "dentada".
Sinonimia
- Celtis berlandieri Klotzsch
- Celtis laevigata var. anomala Sarg.
- Celtis laevigata var. apposita Ashe
- Celtis laevigata var. brachyphylla Sarg.
- Celtis laevigata f. microphylla Sarg.[6][7]